# AR-R17779
AR-R17779，分子式C9H14N2O2，是α7菸鹼型乙醯膽鹼受體的完全激动剂。